# Кристалографія мінералогічна
Кристалографія мінералогічна (англ. mineralogical crystallography, нім. mineralogische Kristallkunde f, mineralogische Kristallographie f) — напрям у мінералогії, який широко використовує кристалографічну методику. 
Основне завдання мінералогічної кристалографії полягає в тому, щоб встановити за допомогою гоніометра типові форми мінералів та визначити їх габітусні особливості. Вона має можливість встановлювати залежність певних типів габітусів мінералів від геологічних умов. Крім того, вона займається вивченням скульптури граней, головними елементами якої є фігури росту та фігури розчинення.